# 無法掙脫的背叛
《無法掙脫的背叛》（日语：裏切りは僕の名前を知っている）是日本漫畫家小田切螢所創作的日本漫畫作品。於《月刊Asuka》2005年11月號至2017年6月號期間進行連載。單行本全13卷。
改編成電視動畫於2010年4月11日放送開始，另有改編PS2遊戲『裏切りは僕の名前を知っている-黄昏に堕ちた祈り-』，以及曾3度被改編成舞台劇。

## 劇情簡介
在千年以上的從前「黄泉的落日」開始就有的敵對關係，擁有特殊能力的「祇王一族」和「恶魔（デュラス）」。那個每數百年就一再被重複的戰爭...
在孤兒院長大的孤獨高中生·櫻井夕月，擁有觸碰別人就感應到別人思考記憶的能力。在這樣的他面前出現了讓他有種懷念感覺的美貌青年·桀斯。桀斯警告他不要在召喚死亡的紅月之夜，「瓦爾波吉斯之夜」外出……

## 登場角色

### 主要角色
祇王夕月/櫻井夕月（聲：保志總一朗 / 幼 - 田中晶子）
4月21日出生（在朝陽院被撿到的那天）。O型。身高169cm。高中1年級。
本作的主角。在朝陽院長大。擁有碰到對方可以知道對方想法的能力。忘記了前世的記憶但對路卡有一種熟悉感。治癒的能力『神之光』的能力者，能把對方的痛苦吸收到自己身上，使對方痊癒，但不能治療同伴所給的傷痕。能張開结界與解除结界，會使用法術防御壁“聖護盾”保護同伴，親手做的東西能作為戒之手的護身符。母親為式部觀月，父親不詳。其實觀月是透過降神儀式懷上神之光，並在生下神之光之後便死去，被天白送至孤兒院，原因不明。
隱约记得谅祈(齐俐--由希的知心者)
路卡的主人、原名為櫻井夕月、因後期跟隨天白而改姓祇王。
由希（聲：野上尤加奈）
夕月的前世、祇王一族的公主。跟路卡是戀人。成為路卡的新主人訂下一份新契約以破壞路卡與其前主人之間的契约。治癒的能力『神之光』的能力者,也能使用『聖護盾』。
桀斯/路卡·庫洛斯桀利亞（聲：櫻井孝宏）
身高189cm。由外表看年齡20多歲、擁有黑髪銀眼的美男子。
路卡·庫洛斯桀利亞為其本名，桀斯為其統稱。魔劍為『ROXASS』。擁有非常強大的魔力。在夕月轉生後15年間一直作為影子守護着夕月。對他人很冷漠，但對夕月很溫柔。夕月入住黃昏館後，路卡也逐漸變得對他人溫柔。左臂擁有通常為茶褐色『XX』的刻印，但因為血中混有魔王的血液所以擁有特殊的紅色刻印，被稱為『魔王之血十字架』。
罪人一族的子孫、上級恶魔。
索多姆（聲：石川桃子）
傳說中的神龍。歸屬路卡的獸王使魔。戰鬥時是一隻巨大的龍，但平時為了要保持法力，縮小成一隻手掌一般大的黑色的小動物。也能變成黑色的狼型動物和人型，變成人的姿態時卻未能消除獸耳和尾巴。對閃閃發光的東西非常有興趣。

### 戒之手
叢雨十瑚（聲：井上麻里奈）
6月22日出生。A型。身高165cm。高中2年級。別稱：聽識者
九十九的姐姐。擁有的能力是『神之耳』。對付惡魔的武器為大劍『永久』。專司攻擊。
充滿女孩子的開朗與溫柔氣質，能好好調解同伴之間的關係，在戒之手當中顯得較為突出。與九十九之間交織出一份比姊弟更深厚的關係。
在與愁生一同前往修業旅行時遭到襲擊，在愁生的掩護下逃走，最後被救起。
叢雨九十九（聲：福山潤）
10月10日出生。O型。身高177cm。高中1年級。別稱：聽識者
十瑚的弟弟。銀髪的少年。 與十瑚相反，個性冷靜沉著。很喜歡吃零食。
對姐姐的稱呼以「十瑚」來稱呼。擁有的能力是『神之耳』，但『神之耳』的能力比十瑚還要更出色。召喚出槍『弔喪之鐘』來解開惡魔的咒縛，可是攻擊力不高，無法獨自打倒中級以上的惡魔，專司防禦。
對待同伴十分溫柔，並且是一位相當堅強的男孩子。可以聽到人與動物的心聲，甚至是物品的記憶，亦因此可以比其他人更早察覺到危險的發生。
蓮城焰椎真（聲：小野大輔 / 小学生 - 津村真琴(廣播劇) / 童年 - 藤村歩(動畫)）
8月1日出生。O型。身高182cm。高中1年級。別稱：焚燬者
與愁生是從小一起長大的好朋友。過去對於自己的能力感到憎恨。
因為要救被欺負的弟弟，而使自己的『神之聲』失控，導致對方全身燃燒。之後身旁的朋友一一離開他。被父母視為怪物。
曾經試圖利用自己的『神之聲』來自殺，但被愁生從中硬拉了回來。
擁有的能力是『神之聲』。對付惡魔的武器為大劍『神技』。專司攻擊。脾氣暴躁，但其實十分溫柔，個性單純，說話直接，被同班的女同學吉野暗戀。前世為了要製造有特殊能力的新的戒之手，曾試著與當時是女生的愁生生孩子，兩人在當時似乎是戀人。
碓冰愁生（聲：宮野真守 / 小学生 - 高梁碧(廣播劇) / 童年 - 同左(動畫)）
1月5日出生。B型。身高179cm。高中2年級。別稱：透視者
與焰椎真是從小一起長大的好朋友，與焰椎真有很深的羁絆。被父母視為怪物，擁有不快樂的童年。在學校擔任風紀委員，是女生憧憬的對象。前世和夕月一樣是女生，而且聽說是大美人。前世為了要製造有特殊能力的新的戒之手，曾試著與焰椎真生孩子，兩人在當時似乎是戀人。
身上有著多處因為要阻止焰椎真自殺所留下的燒傷痕跡。
擁有的能力是『神之眼』。召喚出雙劍『罪與罰』來解開惡魔的咒縛。專司防禦。
在與十瑚一同前往修業旅行時遭到襲擊，為了掩護十瑚逃走而身受重傷，目前昏迷中。2016年連載再開，55、56話愁生已經醒過來。
蓬萊黑刀（聲：神谷浩史 / 童年 - 水原薰）
高中1年級。別稱：疾馳者
在鎌倉本部進行修鍊。在將棋界非常活躍，是史上最年輕的職業棋手，很受女性歡迎，因為要和惡魔對戰所以辭去職業棋士的工作。喜歡日式點心。對於千紫郎少根筋的個性最沒辦法應付。
因為在一場戰鬥中失去了原來的搭檔，所以對惡魔極度憎恨，有一段時間拒絕和任何人搭檔。現在已搬到黃昏館。
擁有的能力是『神之足』。對付惡魔的武器為黑刀『奈落』。專司攻擊。
降織千紫郎（聲：日野聰 / 童年 - 大浦冬華）
美術系大二生。個性溫厚、少根筋。 原來和椿姬有婚約，因為要成為戒之手而取消。
花了四年的時間，得到了成為黑刀搭檔的認可。同時也要為遭到惡魔所殺害的祖父報仇。現在已搬到黃昏館。
召喚出『混沌』的筆型武器來解開惡魔的咒縛。專司防禦。因為原本並非戒之手，所以沒有特殊能力。
乙撫莉亞
為現役高中女子偶像。藝名為『音撫莉亞』。個性極為開朗，和十瑚為要好的朋友。
在前世失去戰死的哥哥，今世和齋悧成為搭檔。
和齋悧在海外工作並執行回收魔導書的任務，現已回到黃昏館。事實上，大部分的時間是在京都進行契合度的試煉。
神命齋悧（聲：遊佐浩二）
現為人氣偶像，和千紫郎同年。藝名為『神木齋悧』。表面上要進入演藝圈的原因是為了受到女生歡迎，但事實上並非如此。
和莉亞在海外工作並執行回收魔導書的任務，現已回到黃昏館。事實上，大部分的時間是在京都進行契合度的試煉。
在今世以前，一直是一個人執行戒之手的任務。和正宗是堂兄弟，從第二代戰爭起才成為戒之手。
前世的名字為『諒祈』。擁有的能力為『神之眼（邪眼）』（和愁生的能力有不同之處，可以透過邪眼操控他人的記憶。)
前世和路卡似乎因為夕月而鬧得不愉快，今世的關係亦是緊張。曾將歷代神之光的下場告訴夕月。是为了要保护由希而成为戒之手，自己一人背负着与由希相同沉重的过去却不想让夕月想起。
朧
黑刀前世的搭檔。為了救黑刀而被上級惡魔卡汀察所殺。

### 祇王一族
祇王天白（聲：子安武人）
12月17日出生。B型。身高183cm。別名：預言者。
祇王一族的總帥。擁有不死之身。因為使用了絕對禁忌的『禁落之術』、讓惡魔寄宿在體內以製造出長生不老的身體。
從『黃泉落日』幾千年以來一直活著、擁有所有的記憶。同時也是『惡魔召喚師』，擁有魔導書『所羅門王之鑰』。
剛開始為了要將『神之光』拉來自己的陣營，不惜編織了許多謊言來欺騙夕月。後也因為夕月的關係，開始改變了一些想法。
在平安時代，為掌管祇王一族的四聖人之一。夕月的母親死後,將夕月放到朝陽院。
祇王橘（聲：三木真一郎）
『黄昏館』館長。很喜歡捉弄別人。穿著奇特，總是帶著帽子（連泡溫泉都有特製的帽子）。曾與夕月說過自己是天白所召喚出來的A級的上級惡魔，但不知是真是假。
藤原彌涼（聲：成田劍）
祇王一族的主治醫師。同時也從事關於惡魔的研究,也是一個大變態。對路卡有高度的興趣。
式部為吹（聲：天野由梨）
天白的秘書、觀月的妹妹。
式部椿姬（聲：桑島法子）
觀月和為吹的妹妹。原來和千紫郎有婚約、後已取消。只喜歡可愛的女生，但對自己的外甥─夕月也極為疼愛。教導正宗咒術。
吳羽冬解（聲：濱田賢二）
祇王鎌倉本部的執事。綾的哥哥。同時也是陰陽師。
吳羽綾（聲：矢作紗友里）
11月2日出生。B型。身高167cm。冬解的妹妹。美貌與智慧并重，待人親切溫柔，在『黃昏館』負責大家的日常起居。和十瑚感情很好。在第8集中曾和十瑚一起洗澡,誤被男角們看見，因此吳羽綾在觀眾心目中留下深刻印象。雖然出場不多，但是在全劇中有不錯的形像。
遠間克己（聲：岡本信彥）
『黄昏館』的廚師。常常被捉弄。
神命正宗（聲：淺沼晉太郎）
高中2年級。在鎌倉本部進行惡魔召喚師的修行。喜歡十瑚。
其家族神命一族是和祇王一族一樣擁有特殊能力且地位不相上下的大家族，但現今已沒落。其父親四年前為了證明神命一族能與祇王一族並駕齊驅(想挽回和恢復家族以前的聲望)，召喚出上級惡魔卡汀察，卻因無法控制，被卡汀察擊破腦袋死亡。與母親為了此事被趕出祇王一族，母親為了養育他和弟弟而辛苦工作，結果病倒，最後因走投無路而向天白求援，因而成為惡魔召喚師。弟弟在後來因意外墜樓身亡。

### 其他
若宮奏多/祇王泠呀（聲：石田彰 / 幼 - 井口裕香）
身高178公分。AB型。大學生。在高中二年級以前和夕月都住在朝陽院裡。
很照顧夕月，被他視為哥哥的存在。之後泠呀的記憶和能力不斷恢復，現已和夕月為敵。
為惡魔召喚師，擁有魔導書『拉結爾之鑰』。在『黃泉落日』背叛祇王一族，殺害了村子裡半數的人。原本和天白是好友。是祇王一族的母親和上級惡魔的父親所生下的禁忌之子，身上有一半是人類血統。
擁有強大的魔力，耗費了幾百年的時間來恢復。
在平安時代，為掌管祇王一族的四聖人之一。
後因卡汀察企圖殺害夕月而與其交戰，並使用『強制遣返』將卡汀察送回魔界，但被卡汀察破解甚至差點遭其殺害。雖然對夕月說彼此已成為敵人，但心裡其實還是對夕月有感情。
目前將所有以前的事情跟眾人說明，之後自願接受拘禁以免魔導書『拉結爾之鑰』被敵方奪取，並命令路桀保護好夕月。
夜御（聲：佐久間紅美）
在平安時代，為掌管祇王一族的四聖人之一，在『黃泉落日』那夜被冷呀所殺。
事實上是因為懷上了天白的孩子而被元老們殺害，『黃泉落日』的真相是因夜御被殺而暴走的冷呀滅掉了整村，真正的幕後黑手是殺了夜御的元老們。 身體被冷呀完好的存放在地下。
式部觀月
夕月的母親，為吹和、樁姬的姐姐。19歲時生下夕月，不願透露夕月生父的名字，是從十神家選出年輕貌美而有力量的女性。知道生下神之光的代價之後,仍堅持生下夕月,代價為:生下神之光後會立即死亡。
院長（聲：高岡瓶瓶）
孤兒院“朝陽院”的院長。從夕月是幼兒時就開始照顧他。對夕月影響巨大。
夕月學習武術、將棋都是受他影響。
降織伽藍（聲：塚田正昭）
千紫郎的祖父，唯一的血親。
黑刀的師傅。四年前為了保護黑刀和千紫郎遭上級惡魔卡汀察殺害。

### 上級惡魔
路桀·庫洛斯桀利亞（聲：立花慎之介）
路卡的雙胞胎弟弟。黑髮紫眸。別稱:劍王路桀
與路卡的分別是長頭髮。血緣的聯繫能感覺對方存在。對於路卡的背叛非常的不諒解。
目前受泠呀命令留在夕月身邊。
卡汀察（聲：黑田崇矢）
赤髮紅眼。男性。將軍級別惡魔。別名「弒主殺手」。殺死黑刀前生拍擋曨。四年前曾被神命正宗的父親召喚出來，並殺害神命正宗的父親和千紫郎的祖父。被黑刀稱為全魔界最瘋狂最邪惡的男人，曾襲擊夕月、千紫郎、黑刀，並將三人打傷，後因企圖殺害夕月被泠呀阻止，而與泠呀交戰，不過最後因為路卡及戒之手等人的到來所以聽從泠呀的命令撤退。
艾蕾姬（聲：皆川純子）
銀髮。雙性人，將軍級別惡魔，喜歡路卡。曾在鎌倉本部襲擊路卡且製造出前世夕月的幻影來混淆路卡的視聽，最後因幻術被破解而被路卡重創到瀕死。
亞修蕾（聲：植田佳奈）
金髮。女性。曾迷惑許多少女使用咒術，並使愁生沈睡不醒，後來被路卡秒殺。
海德
白髮。男性。與傑柯長相相似，遭愁生用『罪與罰-磔刑』打傷，被焰椎真及愁生打敗。
傑柯
白髮。男性。與海德長相相似，遭路卡斬傷手臂，被焰椎真及愁生打敗。

## 用語
祇王一族
代代具有特殊能力的家族，在財政界都具有影響力。現在由天白作為統帥總管全族。夕月和“戒之手”都屬於祇王一族。
戒之手
祇王一族中最強能力者的總稱。職責狩獵惡魔。原則上是兩人一組展開行動。對各自佩戴的戒指下了咒語，將自身的降魔武器封入戒指中。運動能力和治愈能力都比普通人高。維持著自身能力不斷轉世，長期與惡魔作戰著。
黄昏館
夕月和戒之手共同生活的住所，座落在東京新宿。外部張開了結界，一般人無法找到，地圖上也沒有。
惡魔
能夠吸取人的不祥念力，附於心中有黑暗的人身上。能力的高度由階級決定，分為上級惡魔，貴族(SS級)、將軍(S級)、普通上級(A級)，中級惡魔(B.C.D級)和下級惡魔(E.F級)，以及未知的魔王級(U等級)。等級愈高的惡魔便會擁有一種不屬這個世界上一般的美貌。通常會使用綽號為名字，真正的名字只有主人知道，就算是父母也不知道。
黄泉落日
數千年前祇王一族與惡魔的戰爭。從那時起『戒之手』的轉世便開始。此後，一直重複著每隔數百年與惡魔展開戰爭。
瓦爾波吉斯之夜
每年一度在人間的惡魔的魔力會特別提升的日子。當天月亮會染成鮮紅色。容易發生意外及謀殺。又名“召喚死神的血月之夜”。
布蘭德・桀斯
庫洛斯桀利亞一族一出生左臂便會有着一個茶褐色的『XX』刻印，布蘭德是指『刻印』，而桀斯則是指『罪人一族』的意思。原因是他們的祖先犯下了彌天大罪，把同伴的名字出賣給人類，令到庫洛斯桀利亞一族的子孫世世代代都被視為罪人。
魔導書
記載了召喚幻獸與惡魔的方法的書。
對付惡魔的武器
戒之手們用來與惡魔戰鬥的武器。
咒縛
惡魔召喚師懲罰自己所召喚出的惡魔的方式，會讓惡魔被鎖鏈束縛並遭火焚燒。

## 特殊能力
神之光
可以吸收他人苦痛並給予他人力量、淨化黑暗的重要且神聖的能力，也被稱作『光之洪水』。歷代的神之光使用者都會因長久以來所吸收的痛苦發狂而死。
神之耳
可以聽見人與動物的心聲、物品記憶的能力
神之聲
能讓說出來的話語成真，是可以用來咒殺他人的能力。
神之眼
能透視物體，大範圍需使用水晶球，小範圍只需水或是玻璃等可以反射物體的東西。
神之足
可以高速行走的能力。
神之眼（邪眼）
可以操縱他人的心與記憶的能力。

## 對付惡魔的武器
永久
一把又長又寬的大劍。
弔喪之鐘
外觀銀色的手槍，比正常手槍大了一點，在解開惡魔的束縛時會變成黑色。
神技
劍身前端彎曲，邊緣尖銳，劍身上有紅色紋路的大劍。
罪與罰
一對銀色的雙劍，可化成水晶球。
奈落
刀身和刀鞘皆為黑色的日本刀。
混沌
外觀為毛筆的武器，可將畫出來的東西變成實體。
眩暈
形似巨大十字鎬，但刀柄很短，劍身很長。

## 出版書籍
| 卷數 | 角川書店                   | 角川書店                                                          | 台灣角川       | 台灣角川               |
| 卷數 | 發售日期                   | ISBN                                                              | 發售日期       | ISBN                   |
| ---- | -------------------------- | ----------------------------------------------------------------- | -------------- | ---------------------- |
| 1    | 2006年7月26日              | ISBN 978-4-04-853971-5                                            | 2007年10月12日 | ISBN 978-986-174-469-8 |
| 2    | 2007年5月24日              | ISBN 978-4-04-854090-2                                            | 2007年12月26日 | ISBN 978-986-174-553-4 |
| 3    | 2007年11月26日             | ISBN 978-4-04-854135-0                                            | 2008年6月6日   | ISBN 978-986-174-712-5 |
| 4    | 2008年6月26日              | ISBN 978-4-04-854187-9                                            | 2008年11月21日 | ISBN 978-986-174-905-1 |
| 5    | 2009年1月26日              | ISBN 978-4-04-854276-0                                            | 2009年9月18日  | ISBN 978-986-237-297-5 |
| 6    | 2009年8月26日              | ISBN 978-4-04-854360-6                                            | 2010年3月13日  | ISBN 978-986-237-564-8 |
| 7    | 2010年3月26日              | ISBN 978-4-04-854441-2                                            | 2010年9月8日   | ISBN 978-986-237-817-5 |
| 8    | 2010年10月26日             | ISBN 978-4-04-854543-3                                            | 2011年3月23日  | ISBN 978-986-287-088-4 |
| 9    | 2011年9月26日              | ISBN 978-4-04-854687-4                                            | 2012年2月1日   | ISBN 978-986-287-531-5 |
| 10   | 2012年6月5日 2012年6月25日 | ISBN 978-4-04-130003-9（限定版） ISBN 978-4-04-120264-7（通常版） | 2012年11月15日 | ISBN 978-986-325-058-6 |
| 11   | 2012年10月25日             | ISBN 978-4-04-120469-6                                            | 2013年4月18日  | ISBN 978-986-325-322-8 |
| 12   | 2016年8月26日              | ISBN 978-4-04-104089-8                                            | 2017年12月13日 | ISBN 978-957-853-134-5 |
| 13   | 2017年5月23日              | ISBN 978-4-04-105532-8                                            | 2018年1月17日  | ISBN 978-957-853-183-3 |

舞台劇劇本書（漫畫）
無法掙脫的背叛 深紅思慕之盡頭（裏切りは僕の名前を知っている 深紅にとけゆく想いの果てに）
| 卷數 | 角川書店      | 角川書店               | 台灣角川      | 台灣角川               |
| 卷數 | 發售日期      | ISBN                   | 發售日期      | ISBN                   |
| ---- | ------------- | ---------------------- | ------------- | ---------------------- |
| 全   | 2013年6月26日 | ISBN 978-4-04-120752-9 | 2014年8月27日 | ISBN 978-986-366-093-4 |

### 相關書籍
小說
動畫版的小說。插畫沿用動畫本篇的OP、ED影像參考使用。角川Beans文庫刊。（著者 - 藤谷燈子、插畫 - 松浦麻衣）
- I 2010年6月1日、ISBN 978-4-04-455012-7
- II 2010年10月1日、ISBN 978-4-04-455024-0

插畫集
- 裏切りは僕の名前を知っている イラスト集（2011年3月28日、ISBN 978-4-04-854566-2）

## 電視動畫

### 製作人員
- 原作 - 小田切螢
- 導演 - 櫻美勝志
- 系列構成 - 高橋奈津子
- 人物設計 - 中山由美、松浦麻衣
- 總作畫監督 - 中山由美
- 色彩設計 - 村永麻耶
- 美術設計 -
- 攝影監督 - 岩井和也
- 剪輯 - 西山茂
- 音響監督 - 明田川仁
- 音樂 - 海田庄吾
- 音樂製作 - Flying DOG, Inc.
- 動畫製作 - J.C.STAFF
- 製作 - 「叛我」製作委員会

### 主題曲
片頭曲（第1話 - 第14話）
作詞 - 留歌 / 作曲・編曲 - 都啓一 / 歌 - Rayflower
片頭曲（第15話 - 24話）
作詞 - 留歌 / 作曲・編曲 - 都啓一 / 歌 - Rayflower
片尾曲（第1話 - 第14話）
作詞 - 留歌 / 作曲・編曲 - 都啓一 / 歌 - Rayflower
片尾曲（第15話 - 24話）
作詞 - 田澤孝介 / 作曲・編曲 - 都啓一 / 歌 - Rayflower

### 各集標題
| 話數     | 日文標題 | 中文標題                  | 腳本       | 分鏡              | 演出              | 作畫監督          |
| -------- | -------- | ------------------------- | ---------- | ----------------- | ----------------- | ----------------- |
| Story 1  |          | 時間、流轉                | 高橋奈津子 | 櫻美勝志          | 高島大輔          | 中山由美          |
| Story 2  |          | 永劫的旋律                | 高橋奈津子 | 櫻美勝志          | 平尾美穗          | 植田和幸          |
| Story 3  |          | 瓦爾波吉斯之夜            | 高橋奈津子 | 櫻美勝志          | 橋本敏一          | 松浦麻衣          |
| Story 4  |          | 無法挽回的日子 耀眼的明日 | 渡邊大輔   | 櫻美勝志          | 櫻美勝志          | 冷水由紀繪        |
| Story 5  |          | 新的邂逅                  | 原田沙耶香 | 高田耕一          | 平田豐            | 佐佐木睦美        |
| Story 6  |          | 光和绝望的邊界            | 原田沙耶香 | 高田耕一          | 五月女浩一朗      | 中野涼子          |
| Story 7  |          | 黃昏館                    | 高橋奈津子 | 櫻美勝志          | 鈴木健太郎        | 緒方浩美          |
| Story 8  |          | 布蘭德・桀斯              | 高橋奈津子 | 大上相馬          | 新井伸浩          | 岩倉和憲          |
| Story 9  |          | 傷痕                      | 原田沙耶香 | 橋本敏一          | 橋本敏一          | 植田和幸          |
| Story 10 |          | 慟哭                      | 原田沙耶香 | 瀧川和夫          | 平田豐            | 佐佐木睦美        |
| Story 11 |          | 虛無而強烈的珍貴之物      | 渡邊大輔   | 大上相馬          | 松澤建一          | 松浦麻衣          |
| Story 12 |          | 所謂二人                  | 高橋奈津子 | 島津裕行          | 高島大輔          | 木本茂樹          |
| Story 13 |          | 命運的諷刺                | 原田沙耶香 | 五月女浩一朗      | 五月女浩一朗      | 岩倉和憲          |
| Story 14 |          | 名為契約的枷鎖            | 高橋奈津子 | 瀧川和男          | 鈴木健太郎        | 緒方浩美          |
| Story 15 |          | 決意之下                  | 高橋奈津子 | 島津裕行          | 中山敦史          | 菊池芳正          |
| Story 16 |          | 凍結的時間                | 原田沙耶香 | 田邊泰裕          | 田邊泰裕          | 佐佐木睦美        |
| Story 17 |          | 櫻                        | 渡邊大輔   |                   | 橋本敏一          | 冷水由紀繪        |
| Story 18 |          | 沒有你的世界              | 高橋奈津子 | 奥村吉昭          | 新井伸浩          | 松浦麻衣          |
| Story 19 |          | 复仇的戒之手（PAIR）      | 原田沙耶香 | 五月女浩一朗      | 高島大輔          | 木本茂樹          |
| Story 20 |          | 罪与罚与约定              | 渡邊大輔   | 奥村吉昭          | 平田豐            | 佐佐木睦美        |
| Story 21 |          | 不退之音容                | 原田沙耶香 | 瀧川和夫          | 鈴木健太郎        | 熊田明子 山田裕子 |
| Story 22 |          | 決戰將至…                 | 高橋奈津子 | 二瓶勇一          | 五月女浩一朗      | 緒方浩美          |
| Story 23 |          | 背叛之戰                  | 高橋奈津子 | 五月女浩一朗      | 新井伸浩          | 冷水由紀繪        |
| Story 24 |          | 心相繫……                  | 高橋奈津子 | 瀧川和男 櫻美勝志 | 櫻美勝志 高島大輔 | 松浦麻衣 中山由美 |

### 播放電視台
| 放送地域 | 放送局      | 放送期間                | 放送日時                   | 放送系列       |
| -------- | ----------- | ----------------------- | -------------------------- | -------------- |
| 千葉縣   | （CTC）     | 2010年4月11日 - 9月19日 | 星期日 24時00分 - 24時30分 | 独立UHF局      |
| 埼玉縣   | （TVS）     | 2010年4月11日 - 9月19日 | 星期日 25時30分 - 26時00分 | 独立UHF局      |
| 神奈川縣 | （tvk）     | 2010年4月12日 - 9月20日 | 星期日 25時15分 - 25時45分 | 独立UHF局      |
| 兵庫縣   | （SUN）     | 2010年4月13日 -         | 星期二 24時00分 - 24時30分 | 独立UHF局      |
| 愛知縣   | （TVA）     | 2010年4月13日 -         | 星期二 26時28分 - 26時58分 | 東京電視台系列 |
| 京都府   | KBS京都     | 2010年4月14日 -         | 星期三 25時00分 - 25時30分 | 独立UHF局      |
| 東京都   | TOKYO MX    | 2010年4月14日 -         | 星期三 25時30分 - 26時00分 | 独立UHF局      |
| 福岡縣   | TVQ九州放送 | 2010年4月15日 -         | 星期四 25時53分 - 26時23分 |                |
| 日本全国 |             | 2010年4月16日 -         | 星期五 更新                |                |

台灣播放
| Animax 星期一至五 22:30－23:00 | Animax 星期一至五 22:30－23:00          | Animax 星期一至五 22:30－23:00 |
| ------------------------------ | --------------------------------------- | ------------------------------ |
|                                | 無法逃離的背叛 （2012年7月3日－8月3日） |                                |
| 最後流亡-銀翼的飛夢-           | 魔法人力派遣公司                        |                                |

## 影音商品

### 廣播劇CD
| 卷  | 發售日期       | 標題                                               | 規格編號   |
| --- | -------------- | -------------------------------------------------- | ---------- |
| 1st | 2010年6月30日  | 裏切りは僕の名前を知っている オリジナル・ドラマCD1 | VTCL-60198 |
| 2nd | 2010年7月28日  | 裏切りは僕の名前を知っている オリジナル・ドラマCD2 | VTCL-60203 |
| 3rd | 2010年8月25日  | 裏切りは僕の名前を知っている オリジナル・ドラマCD3 | VTCL-60204 |
| 4th | 2010年11月24日 | 裏切りは僕の名前を知っている オリジナル・ドラマCD4 | VTCL-60205 |

### 音樂CD
| 卷     | 發售日期      | 標題                                 | 規格編號   |      |      |      |
| 單曲   | 單曲          | 單曲                                 | 單曲       | 單曲 | 單曲 | 單曲 |
| ------ | ------------- | ------------------------------------ | ---------- | ---- | ---- | ---- |
| 1st    | 2010年5月26日 | 裏切りのない世界まで/蒼い糸          | VTCL-35086 |      |      |      |
| 2nd    | 2010年8月4日  | イニシエ/絆                          | VTCL-35091 |      |      |      |
| 原聲帶 |               |                                      |            |      |      |      |
| 1st    | 2010年7月7日  | 裏切りは僕の名前を知っている O.S.T   | VTCL-60199 |      |      |      |
| 2nd    | 2010年9月8日  | 裏切りは僕の名前を知っている O.S.T.2 | VTCL-60208 |      |      |      |

### DVD
由角川書店發售。每卷收錄2話。限定版、通常版一同發售。片面1層・MPEG-2・1枚。
| 卷   | 發售日期       | 標題                            | 規格編號                                |
| ---- | -------------- | ------------------------------- | --------------------------------------- |
| 1st  | 2010年6月25日  | 裏切りは僕の名前を知っている 1  | KABA-7201（限定版） KABA-7301（通常版） |
| 2nd  | 2010年7月23日  | 裏切りは僕の名前を知っている 2  | KABA-7202（限定版） KABA-7302（通常版） |
| 3rd  | 2010年8月27日  | 裏切りは僕の名前を知っている 3  | KABA-7203（限定版） KABA-7303（通常版） |
| 4th  | 2010年9月24日  | 裏切りは僕の名前を知っている 4  | KABA-7204（限定版） KABA-7304（通常版） |
| 5th  | 2010年10月22日 | 裏切りは僕の名前を知っている 5  | KABA-7205（限定版） KABA-7305（通常版） |
| 6th  | 2010年11月26日 | 裏切りは僕の名前を知っている 6  | KABA-7206（限定版） KABA-7306（通常版） |
| 7th  | 2010年12月24日 | 裏切りは僕の名前を知っている 7  | KABA-7207（限定版） KABA-7307（通常版） |
| 8th  | 2011年1月28日  | 裏切りは僕の名前を知っている 8  | KABA-7208（限定版） KABA-7308（通常版） |
| 9th  | 2011年2月25日  | 裏切りは僕の名前を知っている 9  | KABA-7209（限定版） KABA-7309（通常版） |
| 10th | 2011年3月25日  | 裏切りは僕の名前を知っている 10 | KABA-7210（限定版） KABA-7310（通常版） |
| 11th | 2011年4月28日  | 裏切りは僕の名前を知っている 11 | KABA-7211（限定版） KABA-7311（通常版） |
| 12th | 2011年5月27日  | 裏切りは僕の名前を知っている 12 | KABA-7212（限定版） KABA-7312（通常版） |

## 外部連結
- 動畫官方網站（日語）
- 月刊ASUKA作品介紹 （页面存档备份，存于）（日語）
- PS2遊戲官網 （页面存档备份，存于）（日語）